# Малозубый афарей
Малозубый афарей (лат. Aphareus rutilans) — вид рыб семейства луциановых (Lutjanidae). Распространены в Индо-Тихоокеанской области. Максимальная длина тела 110 см. Имеют промысловое значение.

## Описание
Тело удлинённое, веретенообразной формы, несколько сжато с боков; покрыто мелкой чешуёй. В боковой линии 69—75 чешуй. Верхняя челюсть без чешуи, боковая поверхность гладкая; её задний край доходит до вертикали, проходящей через середину глаза. Предчелюстная кость не выдвижная. Нижняя челюсть немного выдаётся вперёд. Зубы на челюстях очень маленькие, нет клыковидных зубов; у взрослых особей на сошнике зубов нет. Межорбитальное пространство плоское. На первой жаберной дуге 49—52 жаберных тычинок, из них на верхней половине 16—19, а на нижней 32—35. Спинной плавник сплошной, нет выемки между колючей и мягкой частями. В колючей части 10 жёстких лучей, а в мягкой части 10—11 мягких лучей. Чешуя на спинном и анальном плавниках отсутствует. В анальном плавнике 3 жёстких и 8 мягких лучей. Последний мягкий луч в спинном и анальном плавниках удлинённый. Грудные плавники удлинённые, но короче длины головы, с 15—16 мягкими лучами. Хвостовой плавник большой, серпообразный.
Окраска тела от голубовато-серой или сиреневой до однотонной красноватой. Край верхней челюсти чёрный. Ротовая и жаберные полости серебристые. Брюшные и анальный плавники беловатые; остальные плавники от желтоватого до красноватого цвета.
Максимальная длина тела 110 см, обычно до 80 см. Масса тела до 11,3 кг.

## Биология
Морские бентопелагические рыбы. Обитают в прибрежных водах вблизи рифов и над скалистыми грунтами на глубине от 100 до 300 м. Питаются рыбой и ракообразными. Ведут одиночный образ жизни или образуют небольшие группы. Впервые созревают в возрасте 3—4 года. У берегов Новых Гебрид нерестятся весной и летом с пиком в ноябре и декабре. Максимальная продолжительность жизни 18 лет.

## Распространение
Широко распространены в Индо-Тихоокеанской области от Гавайских островов до восточной Африки и от островов Рюкю и Огасавара до Австралии.

## Взаимодействие с человеком
Малозубый афарей является промысловым видом во многих регионах на протяжении всего ареала. Ловят донными удочками и ярусами. Реализуется в свежем виде. Популярный объект спортивной рыбалки.
Международный союз охраны природы присвоил этому виду охранный статус «Вызывающий наименьшие опасения»>.